# Serina/treonina protein-chinasi SGK
La serina/treonina protein-chinasi SGK è una sottofamiglia di enzimi chinasici, in particolare protein-chinasi, che è attualmente conosciuta per essere codificata dai geni SGK1, SGK2 e SGK3.
Tra i tre geni SGK, l'SGK1 è il più intensamente studiato. Questo gene codifica per una serina / treonina protein-chinasi che è molto simile a quella presente nei ratti che viene indotta dalla risposta glucocorticoidi protein-chinasi (SGK). Questo gene è stato identificato in un elenco di geni regolatori epatocellulari in risposta all'idratazione cellulare o all'edema. L'idratazione cellulare è un segnale catabolico, glicogenolitico e proteolitico  stimolante  e inibente la sintesi del glicogeno e quella proteica. Questa chinasi ha dimostrato di essere importante per l'attivazione di certi canali del potassio, del sodio e del cloro.
L'espressione di questo gene negli epatociti è stimolata dal fattore di crescita trasformante beta (TGF-β) che partecipa alla fisiopatologia delle complicanze del diabete. Poiché entrambe le espressioni del TGF-β e del SGK sono elevate nella nefropatia diabetica, si ritiene che vi sia un coinvolgimento del SGK nello sviluppo di questa condizione.
La chinasi SGK1 regola il trasportatore del mio-inositolo in condizioni di stress osmotico.

## Interazioni
Le SGK hanno dimostrato di interagire con il cofattore 2 regolatore dello scambio sodio-idrogeno, fosfoinositide-dipendente della chinasi-1,  l'α-Karioferina 2, il MAPK7 e il NEDD4.